# Lenie
Lenie – jezioro w Polsce, położone w województwie kujawsko-pomorskim, w powiecie lipnowskim, w gminie Dobrzyń nad Wisłą, na terenie Pojezierza Dobrzyńskiego.

## Opis
Pełni funkcję odwadniającą dla okolicznego obszaru, z którym powiązane jest systemem bagien, niewielkich cieków i oczek wodnych. Występują w nim płocie, krąpie, leszcze, okonie i ukleje. Okolica zagospodarowana głównie na potrzeby rolnictwa, istnieją także pola namiotowe i gospodarstwa agroturystyczne.

## Morfometria
Według danych Instytutu Meteorologii i Gospodarki Wodnej powierzchnia zwierciadła wody jeziora wynosi 20,3 ha. Średnia głębokość zbiornika wodnego to 2,5 m, a maksymalna – 3,6 m. Objętość jeziora wynosi 507,5 tys. m³. Maksymalna długość jeziora to 1150 m, a szerokość 280 m. Długość linii brzegowej wynosi 2500 m. Lustro wody znajduje się na wysokości 93,5 m n.p.m.